# بادامک (شهریار)
بادامک (شهریار)، روستایی از توابع بخش مرکزی شهرستان شهریار در استان تهران ایران است.
بادامک روستایی با اراضی اوقاف می‌باشد.
میوه های صادراتی در بادامک به دلیل خاک مرغوب وجود دارد.

## جمعیت
این روستا در دهستان مویز قرار دارد و براساس سرشماری مرکز آمار ایران در سال ۱۳۸۵، جمعیت آن ۴۹۱ نفر (۱۲۴خانوار) بوده‌است.